# Etheostoma
Genre
Etheostoma est un genre qui regroupe de nombreuses espèces de poissons de la famille des Percidae.

## Distribution
Les espèces de ce genre se rencontrent en Amérique du Nord.

## Liste des espèces
Selon FishBase (26 juin 2010) :
- Etheostoma acuticeps Bailey, 1959
- Etheostoma akatulo Layman & Mayden, 2009
- Etheostoma aquali Williams & Etnier, 1978
- Etheostoma artesiae (Hay, 1881)
- Etheostoma asprigene (Forbes, 1878)
- Etheostoma atripinne (Jordan, 1877)
- Etheostoma australe Jordan, 1889
- Etheostoma baileyi Page & Burr, 1982
- Etheostoma barbouri Kuehne & Small, 1971
- Etheostoma barrenense Burr & Page, 1982
- Etheostoma basilare Page, Hardman & Near, 2003
- Etheostoma bellator Suttkus & Bailey, 1993
- Etheostoma bellum Zorach, 1968
- Etheostoma bison Ceas & Page, 1997
- Etheostoma blennioides Rafinesque, 1819
- Etheostoma blennius Gilbert & Swain, 1887
- Etheostoma boschungi Wall & Williams, 1974
- Etheostoma brevirostrum Suttkus & Etnier, 1991
- Etheostoma burri Ceas & Page, 1997
- Etheostoma caeruleum Storer, 1845
- Etheostoma camurum (Cope, 1870)
- Etheostoma cervus Powers & Mayden, 2003
- Etheostoma chermocki Boschung, Mayden & Tomelleri, 1992
- Etheostoma chienense Page & Ceas, 1992
- Etheostoma chlorobranchium Zorach, 1972
- Etheostoma chlorosoma (Hay, 1881)
- Etheostoma chuckwachatte Mayden & Wood, 1993
- Etheostoma cinereum Storer, 1845
- Etheostoma collettei Birdsong & Knapp, 1969
- Etheostoma collis (Hubbs & Cannon, 1935)
- Etheostoma colorosum Suttkus & Bailey, 1993
- Etheostoma coosae (Fowler, 1945)
- Etheostoma corona Page & Ceas, 1992
- Etheostoma cragini Gilbert, 1885
- Etheostoma crossopterum Braasch & Mayden, 1985
- Etheostoma davisoni Hay, 1885
- Etheostoma denoncourti Stauffer & van Snik, 1997
- Etheostoma derivativum Page, Hardman & Near, 2003
- Etheostoma ditrema Ramsey & Suttkus, 1965
- Etheostoma douglasi Wood & Mayden, 1993
- Etheostoma duryi Henshall, 1889
- Etheostoma edwini (Hubbs & Cannon, 1935)
- Etheostoma erythrozonum Switzer & Wood, 2009
- Etheostoma etnieri Bouchard, 1977
- Etheostoma etowahae Wood & Mayden, 1993
- Etheostoma euzonum (Hubbs & Black, 1940)
- Etheostoma exile (Girard, 1859)
- Etheostoma flabellare Rafinesque, 1819
- Etheostoma flavum Etnier & Bailey, 1989
- Etheostoma fonticola (Jordan & Gilbert, 1886)
- Etheostoma forbesi Page & Ceas, 1992
- Etheostoma fragi Distler, 1968
- Etheostoma fricksium Hildebrand, 1923
- Etheostoma fusiforme (Girard, 1854)
- Etheostoma gracile (Girard, 1859)
- Etheostoma grahami (Girard, 1859)
- Etheostoma gutselli (Hildebrand, 1932)
- Etheostoma histrio Jordan & Gilbert, 1887
- Etheostoma hopkinsi (Fowler, 1945)
- Etheostoma inscriptum (Jordan & Brayton, 1878)
- Etheostoma jessiae (Jordan & Brayton, 1878)
- Etheostoma jordani Gilbert, 1891
- Etheostoma juliae Meek, 1891
- Etheostoma kanawhae (Raney, 1941)
- Etheostoma kantuckeense Ceas & Page, 1997
- Etheostoma kennicotti (Putnam, 1863)
- Etheostoma lachneri Suttkus & Bailey, 1994
- Etheostoma lawrencei Ceas & Burr, 2002
- Etheostoma lemniscatum Blanton, 2008
- Etheostoma lepidum (Baird & Girard, 1853)
- Etheostoma longimanum Jordan, 1888
- Etheostoma lugoi Norris & Minckley, 1997
- Etheostoma luteovinctum Gilbert & Swain, 1887
- Etheostoma lynceum Hay, 1885
- Etheostoma maculatum Kirtland, 1840
- Etheostoma mariae (Fowler, 1947)
- Etheostoma marmorpinnum Blanton & Jenkins, 2008
- Etheostoma microlepidum Raney & Zorach, 1967
- Etheostoma microperca Jordan & Gilbert, 1888
- Etheostoma moorei Raney & Suttkus, 1964
- Etheostoma neopterum Howell & Dingerkus, 1978
- Etheostoma nianguae Gilbert & Meek, 1887
- Etheostoma nigripinne Braasch & Mayden, 1985
- Etheostoma nigrum Rafinesque, 1820
- Etheostoma nuchale Howell & Caldwell, 1965
- Etheostoma obeyense Kirsch, 1892
- Etheostoma occidentale Powers & Mayden, 2007
- Etheostoma okaloosae (Fowler, 1941)
- Etheostoma olivaceum Braasch & Page, 1979
- Etheostoma olmstedi Storer, 1842
- Etheostoma oophylax Ceas & Page, 1992
- Etheostoma orientale Powers & Mayden, 2007
- Etheostoma osburni (Hubbs & Trautman, 1932)
- Etheostoma pallididorsum Distler & Metcalf, 1962
- Etheostoma parvipinne Gilbert & Swain, 1887
- Etheostoma percnurum Jenkins, 1994
- Etheostoma perlongum (Hubbs & Raney, 1946)
- Etheostoma phytophilum Bart & Taylor, 1999
- Etheostoma planasaxatile Powers & Mayden, 2007
- Etheostoma podostemone Jordan & Jenkins, 1889
- Etheostoma pottsii (Girard, 1859)
- Etheostoma proeliare (Hay, 1881)
- Etheostoma pseudovulatum Page & Ceas, 1992
- Etheostoma punctulatum (Agassiz, 1854)
- Etheostoma pyrrhogaster Bailey & Etnier, 1988
- Etheostoma radiosum (Hubbs & Black, 1941)
- Etheostoma rafinesquei Burr & Page, 1982
- Etheostoma ramseyi Suttkus & Bailey, 1994
- Etheostoma raneyi Suttkus & Bart, 1994
- Etheostoma rubrum Raney & Suttkus, 1966
- Etheostoma rufilineatum (Cope, 1870)
- Etheostoma rupestre Gilbert & Swain, 1887
- Etheostoma sagitta (Jordan & Swain, 1883)
- Etheostoma saludae (Hubbs & Cannon, 1935)
- Etheostoma sanguifluum (Cope, 1870)
- Etheostoma scotti Bauer, Etnier & Burkhead, 1995
- Etheostoma segrex Norris & Minckley, 1997
- Etheostoma sellare (Radcliffe & Welsh, 1913)
- Etheostoma sequatchiense Burr, 1979
- Etheostoma serrifer (Hubbs & Cannon, 1935)
- Etheostoma simoterum (Cope, 1868)
- Etheostoma sitikuense Blanton, 2008
- Etheostoma smithi Page & Braasch, 1976
- Etheostoma spectabile (Agassiz, 1854)
- Etheostoma squamiceps Jordan, 1877
- Etheostoma stigmaeum (Jordan, 1877)
- Etheostoma striatulum Page & Braasch, 1977
- Etheostoma susanae (Jordan & Swain, 1883)
- Etheostoma swaini (Jordan, 1884)
- Etheostoma swannanoa Jordan & Evermann, 1889
- Etheostoma tallapoosae Suttkus & Etnier, 1991
- Etheostoma tecumsehi Ceas & Page, 1997
- Etheostoma tennesseense Powers & Mayden, 2007
- Etheostoma tetrazonum (Hubbs & Black, 1940)
- Etheostoma thalassinum (Jordan & Brayton, 1878)
- Etheostoma tippecanoe Jordan & Evermann, 1890
- Etheostoma trisella Bailey & Richards, 1963
- Etheostoma tuscumbia Gilbert & Swain, 1887
- Etheostoma uniporum Distler, 1968
- Etheostoma variatum Kirtland, 1840
- Etheostoma virgatum (Jordan, 1880)
- Etheostoma vitreum (Cope, 1870)
- Etheostoma vulneratum (Cope, 1870)
- Etheostoma wapiti Etnier & Williams, 1989
- Etheostoma whipplei (Girard, 1859)
- Etheostoma zonale (Cope, 1868)
- Etheostoma zonifer (Hubbs & Cannon, 1935)
- Etheostoma zonistium Bailey & Etnier, 1988

## Publication originale
- Rafinesque, 1819 : Prodrome de 70 nouveaux genres d'animaux découverts dans l'intérieur des États-Unis d'Amérique, durant l'année 1818. Journal de Physique, de Chimie et d'Histoire Naturelle, vol. 88, p. 417-429 (texte intégral).